# Probopyrus weberi
Probopyrus weberi är en kräftdjursart som först beskrevs av Bonnier 1900.  Probopyrus weberi ingår i släktet Probopyrus och familjen Bopyridae. Inga underarter finns listade i Catalogue of Life.